# Botanische Tuinen Universiteit Utrecht
De Botanische Tuinen Universiteit Utrecht is een universitair organisatieonderdeel van de Universiteit Utrecht die de botanische tuinen beheert. De tuinen waren tot 1986 verspreid over vijf locaties, maar zijn sindsdien geconcentreerd in de Botanische Tuin Fort Hoofddijk op het Utrecht Science Park.
De tuinen werden vroeger aangeduid als 'hortus medicus' en hortus botanicus, ze hebben een eeuwenlange voorgeschiedenis. Ze dienen in de eerste plaats voor universitair onderwijs en wetenschappelijk onderzoek. Ook natuur- en milieueducatie is een belangrijke taak.
De organisatie is onderdeel van de faculteit Bètawetenschappen en aangesloten bij Botanic Gardens Conservation International, de International Association of Butterfly Exhibitors and Suppliers, de Nederlandse Vereniging van Botanische Tuinen, de Stichting Nationale Plantencollectie en de Museumvereniging.

## Geschiedenis
De Universiteit van Utrecht werd opgericht in 1636. Reeds drie jaar later kreeg de universiteit, op het bolwerk Sonnenborgh, haar tuin. Dat was toen nog een 'hortus medicus', vooral bedoeld om de studenten kennis te laten maken met medicinale planten en kruiden.
In 1723 verhuisde de hortus naar een terrein tussen Nieuwegracht en Lange Nieuwstraat, waar Joseph Serrurier (1668-1742) een systematische tuin aanlegde in navolging van de Leidse hoogleraar Herman Boerhaave. Deze tuin, nu bekend als de Oude Hortus, werd tot ver in de twintigste eeuw regelmatig uitgebreid en veranderd. In 1987 werd de tuin buiten gebruik gesteld. Het is nu een museumtuin over de geschiedenis van de hortus.
In 1920 werd het Cantonspark in Baarn, compleet met broeikassen, aan de Utrechtse Universiteit overgedragen. Tot 1987 heeft dat park als botanische tuin dienstgedaan, waarna het werd overgedragen aan de gemeente Baarn. De collectie werd in 1987 overgebracht naar Fort Hoofddijk.
In 1963 vond de aankoop plaats van het "Werk aan de Hoofddijk" in De Uithof. Daarmee volgde de botanische tuin de beweging van de universiteit richting De Uithof. Het militaire werk aan de Hoofddijk was een fortificatie van de in onbruik geraakte Oude Hollandse Waterlinie. De locatie wordt daarom kortweg als Fort Hoofddijk aangeduid.
In 1964 verwierf de universiteit het landgoed Sandwijck in De Bilt, waar kwekerijen en kassen kwamen. Ook de collectie van dit landgoed werd in 1987 overgebracht naar Fort Hoofddijk.
In 1966 nam de Universiteit het Von Gimborn Arboretum te Doorn over. Dit in 1924 door de inktfabrikant Max Th. von Gimborn gestichte arboretum van 27 hectare bevat een collectie winterharde coniferen, loofbomen, heideplanten en bodembedekkers, vooral ten behoeve van boomkwekers, tuinarchitecten, hoveniers en dendrologen. Tot 2010 viel het arboretum onder het beheer van de universiteit. Sinds de overdracht zijn de botanische activiteiten van de Universiteit Utrecht gevestigd op De Uithof.
In 2019 werd begonnen met de restauratie van de hortus medicus bij Sonnenborgh, die in 2022 werd heropend.

## Collectie
In het kader van de Nationale Plantencollectie zijn tussen een aantal botanische tuinen in Nederland afspraken gemaakt over welke tuin zich in welke plantengroepen specialiseert. De deelcollecties die door Utrecht worden beheerd zijn:
- de bromeliafamilie (Bromeliaceae), de orchideeënfamilie (Orchidaceae), de Costaceae en de Annonaceae (in het bijzonder uit de Guiana's)
- de vetplantenfamilie (Crassulaceae)
- het genus Arisaema
- Arisarum
- Trillium
- Penstemon
- Lecanopteris

## Directeuren
- Van Wachendorff (1747)
- Johann David Hahn (1767)
- J. Lanjouw (1965-1977)
- Piet de Jong (1977-1986)
- Vijko Lukkien (1986-....)
- Arie Oudijk (....-2018)
- Irma Vermeend (2018-2020)
- Heden: Edwin Pos (wetenschappelijk directeur) en Fenna Hanraets - van Charldorp (operationeel directeur)

## Vijf tuinen
In 1986 waren de tuinen gevestigd op vijf locaties:
- het Cantonspark in Baarn
- Botanische Tuin Fort Hoofddijk, Utrecht Science Park
- de Hortus Botanicus in de binnenstad van Utrecht
- Sandwijck in De Bilt
- het Von Gimborn Arboretum in Doorn